# Catalogo dei geodati di base
Il catalogo dei geodati di base, in Svizzera, è un elenco in forma di catalogo di tutti i geodati, che sono dichiarati da un legislatore (Confederazione, cantone, comune o altri) come geodati di base, cioè fondati su atti legislativi.
Il catalogo è finalizzato alla consultazione di tutti i geodati che vengono dichiarati nelle leggi speciali, l'attribuzione legale di un servizio competente, e la dichiarazione degli altri atti legali.
Abitualmente i cataloghi sono pubblicati negli atti legislativi (p. e. in un decreto esecutivo).

## Strutturazione
In Svizzera, i primi cataloghi dei geodati di base sono entrati in vigore il 1º luglio 2008, cominciando dalla legislazione federale. Questo catalogo federale contiene attualmente 181 geodati di base, comprese le informazioni che ne sono la base legale secondo il diritto federale (atti legislativi pubblicati nella raccolta sistematica delle leggi svizzere) e la determinazione del servizio competente. 77 geodati di base secondo il diritto federale vengono delegati ai cantoni (e/o comuni).
In seguito a ciò, ulteriori cataloghi dei geodati di base sono legiferati al livello cantonale, poi al livello comunale.
I cantoni ed i comuni catalogano i geodati di base che sono loro delegati dal legislatore superiore, i cantoni secondo il diritto federale in competenza cantonale, e i comuni secondo il diritto federale e cantonale in competenza comunale.
I geodati di base fondati sugli atti della propria legislazione vengono aggiornati.
Infine, i cataloghi dei geodati di base della Confederazione, dei cantoni e dei comuni sono gerarchicamente correlati.

## Sommario dei cataloghi
Attualmente, i cataloghi dei geodati di base sottostanti sono entrati in vigore:

### Livello Confederazione
| Blasone | Legislatore                  | Atto legislativo                                             | inizialmente entrato in vigore il | ultima modificazione entrato in vigore il | Sito internet |
| ------- | ---------------------------- | ------------------------------------------------------------ | --------------------------------- | ----------------------------------------- | --- |
| CH      | Confederazione Svizzera (CH) | Ordinanza sulla geoinformazione (OGI, RS 510.620) allegato 1 | 1º luglio 2008                    | 8 agosto 2012 (corr. 16 ottobre 2012)     | GBDK-CH bundesrechtlich (de) CGDB-CH selon le droit fédéral (fr) CGDB-CH secondo il diritto federale (it) Traslazione romancia non ufficiale: CGDB-CH suenter il dretg federal (rm) |

### Livello cantonale
| Blasone | Legislatore                    | Atto legislativo | inizialmente entrato in vigore il | ultima modificazione entrato in vigore il | Sito internet |
| ------- | ------------------------------ | --- | --------------------------------- | ----------------------------------------- | --- |
| ZH      | Canton Zurigo (ZH)             | Kantonale Geoinformationsverordnung (KGeoIV, LS 704.11) Anhänge 1, 2 | 1º novembre 2012                  | 1º novembre 2012                          | GBDK-ZH bundesrechtlich (de) GBDK-ZH kantonsrechtlich (de) |
| UR      | Canton Uri (UR)                | Reglement über Geoinformation (kantonales Geoinformationsreglement,kGeoIR, RB 9.3432) Anhänge 1, 2                                                                           | 1º gennaio 2013                   | 1º gennaio 2013                           | GBDK-UR bundesrechtlich (de) GBDK-UR kantonsrechtlich (de) |
| SZ      | Canton Svitto (SZ)             | Vollzugsverordnung zur kantonalen Verordnung über Geoinformation (VVzKVGeoi, SRSZ 214.111) Anhänge 1, 2                                                                      | 1º gennaio 2013                   | 1º gennaio 2013                           | GBDK-SZ bundesrechtlich (de) GBDK-SZ kantonsrechtlich (de) |
| OW      | Canton Obvaldo (OW)            | Ausführungsbestimmungen zum Geoinformationsgesetz (GDB 131.511) Anhänge 1, 2                                                                                                 | 1º gennaio 2013                   | 1º gennaio 2013                           | GBDK-OW bundesrechtlich Archiviato il 2 maggio 2015 in Internet Archive. (de) GBDK-OW kantonsrechtlich (de) |
| NW      | Canton Nidvaldo (NW)           | Vollzugsverordnung zum kantonalen Geoinformationsgesetz (Kantonale Geoinformationsverordnung, kGeoIV, http://www.erlasse.ch/link.php?s=nw&g=214.21) Anhänge 1, 2             | 1º dicembre 2012                  | 1º dicembre 2012                          | GBDK-NW bundesrechtlich (de) GBDK-NW kantonsrechtlich (de) |
| GL      | Canton Glarona (GL)            | Verordnung zum Einführungsgesetz zum Geoinformationsgesetz (Kantonale Geoinformationsverordnung, kGeoIV, GS VII A/2/3) Anhänge 1.1, 2.1                                      | 1º settembre 2012                 | 1º settembre 2012                         | GBDK-GL bundesrechtlich Archiviato il 2 maggio 2015 in Internet Archive. (de) GBDK-GL kantonsrechtlich (de) |
| ZG      | Canton Zugo (ZG)               | Geoinformationsverordnung (GeoIV-ZG, BGS 215.711) Anhänge 1, 2 | 1º gennaio 2013                   | 1º gennaio 2013                           | GBDK-ZG bundesrechtlich (de) GBDK-ZG kantonsrechtlich (de) |
| BS      | Canton Basilea Città (BS)      | Geoinformationsverordnung (KGeoIV, SG 214.305) Anhänge I, II | 1º settembre 2012                 | 1º settembre 2012                         | GBDK-BS bundesrechtlich (de) GBDK-BS kantonsrechtlich (de) |
| BL      | Canton Basilea Campagna (BL)   | Verordnung über Geoinformation (GeoVO, (DE) SGS 211.58, su baselland.ch. URL consultato il 13 aprile 2021 (archiviato dall'url originale il 1º gennaio 2013).) Anhänge I, II | 1º luglio 2008                    | 23 gennaio 2013                           | GBDK-BL bundesrechtlich (de) GBDK-BL kantonsrechtlich (de) |
| AR      | Canton Appenzello Esterno (AR) | kantonale Verordnung über Geoinformation (kGeoIV, bGS 723.101) Anhänge 1, 2                                                                                                  | 1º novembre 2012                  | 1º novembre 2012                          | GBDK-AR bundesrechtlich Archiviato il 2 maggio 2015 in Internet Archive. (de) GBDK-AR kantonsrechtlich (de) |
| GR      | Cantone dei Grigioni (GR)      | Ordinanza cantonale sulla geoinformazione (OCGI, csc 217.310) | 15 febbraio 2012                  | 15 febbraio 2012                          | GBDK-GR bundesrechtlich (de) CGDB-GR suenter il dretg federal (rm) CGDB-GR secondo il diritto federale (it) GBDK-GR kantonsrechtlich (de) CGDB-GR suenter il dretg chantunal (rm) CGDB-GR secondo il diritto cantonale (it) |
| AG      | Canton Argovia (AG)            | Kantonale Geoinformationsverordnung (KGeoIV SAR 740.111) Anhänge 1, 2 | 1º gennaio 2012                   | 1º gennaio 2013                           | GBDK-AG bundesrechtlich (de) GBDK-AG kantonsrechtlich (de) |
| TG      | Canton Turgovia (TG)           | Verordnung zum Gesetz über Geoinformation (RB 211.442) Anhang 1 | 1º gennaio 2012                   | 15 luglio 2012                            | GBDK-TG bundesrechtlich (de) GBDK-TG kantonsrechtlich (de) |
| VD      | Canton Vaud (VD)               | Règlement d'application de la loi sur la géoinformation (RLgéo-VD, RSV 510.62.1) annexes 1, 2                                                                                | 1º gennaio 2013                   | 1º gennaio 2013                           | CGDB-VD selon le droit fédéral (fr) CGDB-VD selon le droit cantonal (fr) |

### Livello comunale
| Blasone | Legislatore                              | Atto legislativo | inizialmente entrato in vigore il | ultima modificazione entrato in vigore il | Sito internet                                                    |
| ------- | ---------------------------------------- | --- | --------------------------------- | ----------------------------------------- | ---------------------------------------------------------------- |
| 1630    | Comune di Glarona Nord GL (no. UFS 1630) | Base legale di Canton Glarona: Verordnung zum Einführungsgesetz zum Geoinformationsgesetz (Kantonale Geoinformationsverordnung, kGeoIV, GS VII A/2/3) Anhänge 1.2, 2.2 | 1º settembre 2012                 | 1º settembre 2012                         | GBDK-C1630 bundesrechtlich (de) GBDK-C1630 kantonsrechtlich (de) |
| 1631    | Comune di Glarona Sud GL (no. UFS 1631)  | Base legale di Canton Glarona: Verordnung zum Einführungsgesetz zum Geoinformationsgesetz (Kantonale Geoinformationsverordnung, kGeoIV, GS VII A/2/3) Anhänge 1.2, 2.2 | 1º settembre 2012                 | 1º settembre 2012                         | GBDK-C1631 bundesrechtlich (de) GBDK-C1631 kantonsrechtlich (de) |
| 1632    | Comune di Glarona GL (no. UFS 1632)      | Base legale di Canton Glarona: Verordnung zum Einführungsgesetz zum Geoinformationsgesetz (Kantonale Geoinformationsverordnung, kGeoIV, GS VII A/2/3) Anhänge 1.2, 2.2 | 1º settembre 2012                 | 1º settembre 2012                         | GBDK-C1632 bundesrechtlich (de) GBDK-C1632 kantonsrechtlich (de) |